# Бирзулове
Би́рзулове (колишня назва — Чумачки́) — село в Україні, у Новомиргородській міській громаді Новоукраїнського району Кіровоградської області. Населення становить 83 особи (2015). Площа села — 84,09 га. Орган місцевого самоврядування — Новомиргородська міська рада.

## Географія
Бирзулове розташоване на лівому березі річки Бирзолівки, лівої притоки Великої Висі.
Село дало назву Бирзулівському родовищу ільменіту, що розташоване поблизу Коробчиного Новомиргородського району. Родовище розробляє ТОВ ВКФ «Велта».

## Історія
Поблизу Бирзулового археологами виявлено стоянки епохи пізнього палеоліту та могильник черняхівської культури.
Село виникло на землях Запорізької Січі у XVIII столітті як зимівник Чумачки. Після 1752 року українське населення було виселене з цієї території, введеної до складу Нової Сербії. Почалося заселення земель Бирзулового військовими поселенцями-сербами та іншими вихідцями з Балкан, а також молдованами.
Село отримало свою назву від прізвища керівника нових поселенців — молдованина Бирзула. Це типове молдовське прізвище слов'янського походження, від праслов'янського кореня bъrz- «швидкий, борзий» і східнороманського постпозитивного артикля -ul.

## Населення
Згідно з переписом УРСР 1989 року, чисельність наявного населення села становила 156 осіб, з яких 62 чоловіки та 94 жінки.
За переписом населення України 2001 року, в селі мешкало 137 осіб.
В 2011 році населення скоротилось до 90 мешканців.
Станом на 1 січня 2014 року у 37 дворах тут мешкало 78 осіб (35 чоловічої статі та 43 — жіночої), з яких 8 дітей. Рівно через рік населення збільшилось на 5 мешканців.
| 2001 | 2011 | 2014 | 2015 |
| ---- | ---- | ---- | ---- |
| 137  | 90   | 78   | 83   |
|      | ▼    | ▼    | ▲    |

### Мова
Розподіл населення за рідною мовою за даними перепису 2001 року:
| Мова       | Відсоток |
| ---------- | -------- |
| українська | 88,32 %  |
| російська  | 11,68 %  |

## Вулиці
У Бирзуловому налічується одна вулиця та один провулок — вул. Ігоря Сікорського та провулок Ігоря Сікорського 